# Fritz Nathan (Kunsthändler)
Fritz Nathan (* 30. Juni 1895 in München; † 28. Februar 1972 in Zürich) war ein deutsch-schweizerischer Galerist und Kunsthändler.

## Leben
Fritz Nathan kam als Sohn aus zweiter Ehe von Alexander Nathan zur Welt; aus der ersten Ehe seines Vaters hatte er vier wesentlich ältere Halbgeschwister. Seine Mutter war Irene Helbing, die Schwester des Münchner Auktionators Hugo Helbing, dessen Vater schon als Antiquitätenhändler tätig war. Als Nathan 13 Jahre alt war, starb sein Vater, und Helbing fungierte als sein Vormund. Bei Ausbruch des Ersten Weltkriegs schrieb sich Nathan als Student der Medizin ein und meldete sich freiwillig zum Sanitätsdienst. 1922 schloss er das Medizinstudium mit der Promotion ab. Im selben Jahr heiratete er Wilhelmine Erika Heino. Er trat in die Kunsthandlung seines Halbbruders Otto H. Nathan ein, die er nach dessen Tod 1930 alleine weiterführte.
1924 zog das Unternehmen an die Münchner Ludwigstraße und erhielt den Namen Ludwigs Galerie. Nathan interessierte sich besonders für Gemälde der deutschen Romantik, eine Epoche, für die er bald als Spezialist galt. Sammlern und Museen vermittelte er Werke von Caspar David Friedrich, 1930 etwa das Gemälde Kreidefelsen auf Rügen aus der Sammlung Julius Freund in Berlin an den Schweizer Sammler und Mäzen Oskar Reinhart aus Winterthur, mit dem Nathan eine zunehmend enge Geschäftsbeziehung und Freundschaft verband.
Ebenso zeigte die Ludwigs Galerie in diesen Jahren monografische Ausstellungen: 1926 zu Karl Philipp Fohr, 1928 zu Hans Thoma, 1931 zu Friedrich Wasmann (Sammlung Bernt Grönvold) und 1934 zu Ludwig Richter. In Zusammenarbeit mit der Firma Hugo Helbing organisierte Nathan 1929 in Berlin eine Ausstellung zur deutschen Malerei 1780–1850. Mit der Firma Paul Cassirer, Berlin, wurde in neuen Räumlichkeiten an der Münchner Brienner Straße 46 im Jahr 1931 eine thematische Ausstellung zur romantischen Malerei in Deutschland und Frankreich und 1932 mit derselben Firma in Berlin eine Ausstellung zur Kunst im Zeitalter Goethes veranstaltet.
Nach der Machtübernahme durch die Nationalsozialisten musste Nathan die Galerie in die Ottostraße 5 verlegen, danach zwangen ihn die Nürnberger Gesetze und ein folgendes Berufsverbot 1935 zur Überschreibung der Firma im Rahmen der Arisierung an seine langjährige Mitarbeiterin Käthe Thäter. Im März 1936 emigrierte er mit seiner Frau und den drei Kindern nach St. Gallen, wo er schon zuvor den Auftrag erhalten hatte, die im Besitz des St. Galler Kunstmuseums befindliche Sturzeneggersche Gemäldesammlung qualitativ aufzuwerten. Dank der Hilfe Oskar Reinharts und des St. Galler Stadtammanns Konrad Nägeli erhielt Nathan eine Arbeitsbewilligung. Er konnte sich schnell etablieren und wurde 1937 Mitglied des Schweizerischen Kunsthandelsverbandes (1953–1963 Vizepräsident, danach Ehrenmitglied). Mit dem neuen Umfeld erweiterte Nathan seinen Kenntnisbereich, der sich besonders auf die schweizerische und französische Malerei des 19. Jahrhunderts ausdehnte, Gebiete, in denen er bald als einer der besten Kenner galt.
In seiner Tätigkeit während des Zweiten Weltkriegs war Nathan sich der schwierigen, oft zwiespältigen Stellung des Kunsthändlers wohl bewusst (vgl. hierzu etwa seinen Artikel in Neue Zürcher Zeitung, 4. März 1944, Nr. 375). Er nahm in seiner Berufsausübung Rücksicht auf die durch die nationalsozialistische Herrschaft geschaffene Zwangslage von Emigranten, deren Schicksal er teilte. Aufgrund seiner Kontakte nach Deutschland unterstützte er den Transfer von Einzelwerken und Sammlungen rassisch Verfolgter in die Schweiz, meist durch Leihgabe an das Kunstmuseum St. Gallen. Damit half er den Betroffenen zur Nutzung eines der wenigen Schlupflöcher zum Transfer von Vermögenswerten. Laut dem Schlussbericht der Unabhängigen Expertenkommission Schweiz – Zweiter Weltkrieg (Bericht Bergier): „Fritz Nathan war unter den emigrierten Kunsthändlern der wohl wichtigste Zulieferer für die grossen Privatsammlungen von Oskar Reinhart und Emil G. Bührle.“  1946 ermittelte die OSS Art Looting Investigation Unit gegen Nathan wegen seiner Rolle beim Verkauf von Raubkunst und setzte ihn auf die Liste der Namen mit „roter Flagge“.
1948 erhielt Nathan das Schweizer Bürgerrecht, 1951 übersiedelte er mit seiner Familie nach Zürich, wo er am Aufbau der Privatsammlung von Emil Georg Bührle mitwirkte. Ebenso blieb er für Oskar Reinhart tätig, für den er etwa mehrere Ankäufe aus dem Nachlass der Sammlung von Otto Gerstenberg aushandeln konnte, zum Beispiel das Gemälde Au Café von Édouard Manet.
In Zürich weitete sich Nathans Tätigkeit aus, er vermittelte Werke an Museen in der Schweiz, in Deutschland, England und den USA sowie an eine Reihe von schweizerischen und ausländischen Privatsammlern. Nach dem Tod seiner Ehefrau Erika 1953 vermählte er sich 1955 mit Ilse-Gabriele Nast-Kolb (1920–2016). Sein Sohn Peter Nathan (1925–2001) trat nach der Promotion zum Dr. phil. im Jahr 1953 in die väterliche Kunsthandlung ein, Fritz Nathan blieb bis kurz vor seinem Lebensende als Händler aktiv. Im Jahr 2017 führte sein Enkel Johannes das Unternehmen in Zürich und Potsdam.
Gemäß dem Historischen Lexikon der Schweiz wurde seine Rolle im Zweiten Weltkrieg später z. T. hinterfragt.
Mehrere Kunstwerke, die durch die Galerien Fritz Nathan, Peter Nathan oder Nathan gegangen sind, waren Gegenstand von Klagen oder Restitutionsansprüchen der Familien jüdischer Kunstsammler, die von den Nationalsozialisten verfolgt worden sind.  Im Jahr 2021 kündigte das Musée d’Orsay an, dass es ein Klimt-Gemälde an eine jüdische Familie zurückgeben würde, die aufgrund der Verfolgung durch die Nationalsozialisten gezwungen gewesen war, es zu verkaufen. Das Musée d’Orsay hatte  „Rosen unter Bäumen“ von der Galerie Peter Nathan erworben. Eleonore „Nora“ Stiasny war im August 1938, kurz nach dem Anschluss Österreichs an Deutschland, gezwungen worden, es zu verkaufen. Stiasny und ihre Familie wurden von den Nationalsozialisten deportiert und ermordet.

## Publikationen (Auswahl)
Ausstellungskataloge der Ludwigs Galerie, München
- Carl Philipp Fohr (1927)
- Emil Lugo (1928)
- Deutsche Maler 1780–1850 (1929 in Zusammenarbeit mit der Berliner Niederlassung der Fa. Hugo Helbing)
- Hans Thoma (1929)
- Romantische Malerei in Deutschland und Frankreich (1931 in Zusammenarbeit mit der Firma Paul Cassirer, Berlin)
- Sammlung Bernt Grönvold, Werke von Friedrich Wasmann u. a. (1932)
- Deutsche Kunst im Zeitalter Goethes (1932 in Zusammenarbeit mit der Firma Paul Cassirer, Berlin)
- Ludwig Richter (1934)

Publikationen Fritz Nathans während seiner Tätigkeit in der Schweiz (Auswahl)
- Fritz Nathan: Zehn Jahre Tätigkeit in St. Gallen: 1936–1946. St. Gallen 1946.
- Fritz Nathan und Peter Nathan: 25 Jahre 1936–1961. Winterthur 1961.
- Fritz Nathan und Peter Nathan: 1922–1972. Zürich 1972.
- Fritz Nathan: Erinnerungen aus meinem Leben. Zürich 1965.